# Benjamin Bonzi
Benjamin Bonzi   (Nimes, 9 de juny de 1996) (pronunciació francesa: [bɛ̃ʒamɛ̃ bɔ̃zi]) és un tennista professional francès.
Bonzi va aconseguir el lloc 42 en el rànquing d'individuals de l'ATP el 6 de febrer de 2023. Va aconseguir també el lloc 121 en el rànquing de dobles de l'ATP el 19 de setembre de 2022. En el seu palmarès consta un títol individual del circuit ATP d'un total de tres finals disputades.
Va destacar en etapes de formació aconseguint guanyar el títol de Roland Garros l'any 2014 en categoria júnior i en la modalitat de dobles masculins junt al seu compatriota Quentin Halys.

## Palmarès

### Individual: 3 (1−2)
| Llegenda                          |
| --------------------------------- |
| Grand Slams (0−0)                 |
| ATP Finals (0−0)                  |
| ATP World Tour Masters 1000 (0−0) |
| ATP World Tour 500 (0−0)          |
| ATP World Tour 250 (1−2)          |

| Títols per superfície |
| --------------------- |
| Dura (1−2)            |
| Gespa (0−0)           |
| Terra batuda (0−0)    |

| Resultat  | Núm. | Data                  | Torneig          | Superfície | Oponent           | Marcador      |
| --------- | ---- | --------------------- | ---------------- | ---------- | ----------------- | ------------- |
| Finalista | 1.   | 7 de gener de 2023    | Poona, Índia     | Dura       | Tallon Griekspoor | 6−4, 5−7, 3−6 |
| Finalista | 2.   | 26 de febrer de 2023  | Marsella, França | Dura (i)   | Hubert Hurkacz    | 3−6, 6−7(4)   |
| Guanyador | 1.   | 9 de novembre de 2024 | Metz, França     | Dura (i)   | Cameron Norrie    | 7−6(6), 6−4   |

### Dobles masculins: 1 (1−1)
| Llegenda                          |
| --------------------------------- |
| Grand Slams (0−0)                 |
| ATP Finals (0−0)                  |
| ATP World Tour Masters 1000 (0−0) |
| ATP World Tour 500 (0−0)          |
| ATP World Tour 250 (1−1)          |

| Títols per superfície |
| --------------------- |
| Dura (1−1)            |
| Gespa (0−0)           |
| Terra batuda (0−0)    |

| Resultat  | Núm. | Data                 | Torneig            | Superfície | Parella               | Oponents                     | Marcador |
| --------- | ---- | -------------------- | ------------------ | ---------- | --------------------- | ---------------------------- | -------- |
| Finalista | 1.   | 10 de febrer de 2019 | Montpeller, França | Dura (i)   | Antoine Hoang         | Ivan Dodig É. Roger-Vasselin | 3−6, 3−6 |
| Guanyador | 1.   | 16 de febrer de 2025 | Marsella, França   | Dura (i)   | Pierre-Hugues Herbert | Sander Gillé Jan Zieliński   | 6−3, 6−4 |

## Trajectòria

### Individual
| Open d'Austràlia | A   | A   | A   | A   | Q1  | 2R    | 3R    | 1R | 0 / 3   | 3 – 3   |
| Roland Garros | 2R  | Q1  | A   | 2R  | 1R  | 1R    | A     | Q2 | 0 / 4   | 2 – 4   |
| Wimbledon | A   | 1R  | A   | NC  | 2R  | 2R    | 1R    | Q2 | 0 / 4   | 2 – 4   |
| US Open | Q1  | A   | A   | A   | Q2  | 2R    | 3R    | Q2 | 0 / 2   | 3 – 2   |
| Total Victòries–Derrotes                                                                                                   | 1−1 | 0−1 | 0−0 | 2−2 | 2−7 | 21−25 | 15−17 |    | 47 – 53 | 47 – 53 |
| Rànquing a final d'any | 187 | 261 | 359 | 165 | 64  | 60    | 73    |    |         |         |
| Llegenda: G: Guanyador; F: Finalista; SF: Semifinalista; QF: Quarts de final; Q: Qualificació; A: Absent; RR: Round Robin; |     |     |     |     |     |       |       |    |         |         |